# 额尔克戴青
额尔克戴青（？—1661年），内喀尔喀巴约特部人，博尔济吉特氏，清朝初年蒙古族大臣。恩格德尔之子。
额尔克戴青初任侍卫，三等甲喇章京。崇德元年（1636年）恩格德尔去世，嗣爵。顺治二年（1645年）进升为二等昂邦章京。顺治七年（1650年）进升为三等侯。因拒绝归附睿亲王多尔衮，不改入正白旗，降二等总管。顺治帝福临亲政后，进升为一等侯，列议政大臣，管銮仪卫。后升为领侍卫内大臣、兼三等甲喇章京，进一等公。顺治十年（1653年）以判案徇私，降为二等公。顺治十四年加少保，兼太子太保。顺治十六年，因仆从在市上殴打侍卫，并先发诬侍卫，被削爵夺官，公留内大臣衔。顺治十八年六月去世，谥勤良。